# Breonadia
Breonadia é um género botânico pertencente à família Rubiaceae.